# گابریل وویسین
گابریل وویسین (انگلیسی: Gabriel Voisin; ۵ فوریهٔ ۱۸۸۰ – ۲۵ دسامبر ۱۹۷۳) مهندس، اهالی کسب‌وکار، و خلبان اهل فرانسه بود، که در سال ۱۹۰۴ شرکت آویون وویسین را تأسیس کرد.